# Garypus titanius
Garypus titanius är en spindeldjursart som beskrevs av Beier 1961. Garypus titanius ingår i släktet Garypus och familjen gammelekklokrypare. Inga underarter finns listade i Catalogue of Life.